# Разработка программного обеспечения
Разрабо́тка програ́ммного обеспе́чения (англ. software development) — деятельность по созданию нового программного обеспечения.
Разработка программного обеспечения как инженерная дисциплина является составной частью (областью) программной инженерии, наряду с дисциплинами, отвечающими за функционирование и сопровождение программных продуктов.

## Сложность разработки ПО
Современный тренд в разработке программного обеспечения – растущая сложность. Аналитики говорят, что из-за всё более высокой сложности разработки ПО повышается порог вхождения в профессию. Из-за высокого порога возникла парадоксальная ситуация, когда разработчиками люди становятся не благодаря своим знаниям и навыкам, а по случайности

## Процесс и методологии
Процесс разработки программного обеспечения (англ. software development process) — это процесс, посредством которого потребности пользователей преобразуются в программный продукт (the process by which user needs are translated into a software product). Процесс разработки программного обеспечения является составной частью программной инженерии и описывается в стандарте ISO 24765:2010.
Существует несколько моделей процесса разработки ПО:
- каскадная модель (англ. waterfall model), другие названия: водопадная, последовательная;
- модель итеративной и инкрементальной разработки (англ. iterative and incremental development, IID), другие названия: эволюционная модель, итерационная модель, инкрементальная модель;
- спиральная модель (англ. spiral model).